# Herren Krist uppstånden är
Herren Krist uppstånden är är en sång med text från 1958 av Birger Olson. Sången sjungs till en engelsk melodi från 1708. Texten bearbetades 1986.

## Publicerad i
- Psalmer och Sånger 1987 som nr 517 under rubriken "Kyrkoåret - Påsk"[1]
- Frälsningsarméns sångbok 1990 som nr 735 under rubriken "Påsk".